# Нурумбал (Семисолинское сельское поселение)
Нурумбал (мар. Нурӱмбал) — деревня в Моркинском районе Республики Марий Эл. Входит в состав Семисолинского сельского поселения.

## География
Находится в юго-восточной части республики Марий Эл на расстоянии приблизительно 5 км по прямой на север от районного центра посёлка Морки.

## История
Известна с 1795 года как выселок с 6 дворами. В 1859 году здесь было 8 дворов, 67 человек, в 1895 году проживали 98 человек, большинство мари. В 2004 году в деревне Нурумбал находилось 53 хозяйства и 48 жилых домов. В советское время работали колхозы «Бригадир», «Большевик» и совхоз «Моркинский».

## Население
Население составляло 124 человека (мари 97 %) в 2002 году, 117 в 2010.